# Червеноопашки
Червеноопашките (Phoenicurus) са род птици от семейство Мухоловкови (Muscicapidae).
Таксонът е описан за пръв път от Томас Игнасиъс Мария Фостър през 1817 година.

## Видове
- Phoenicurus alaschanicus
- Phoenicurus auroreus – Сибирска червеноопашка
- Phoenicurus bicolor
- Phoenicurus coeruleocephala
- Phoenicurus erythrogaster
- Phoenicurus erythrogastrus – Кавказка червеноопашка
- Phoenicurus erythronotus – Червеногърба червеноопашка
- Phoenicurus frontalis
- Phoenicurus fuliginosus
- Phoenicurus hodgsoni
- Phoenicurus leucocephalus – Хималайска червеноопашка
- Phoenicurus moussieri – Диадемова червеноопашка
- Phoenicurus ochruros – Домашна червеноопашка
- Phoenicurus ochrurus
- Phoenicurus phoenicurus – Градинска червеноопашка
- Phoenicurus schisticeps